# عظم قذالي
العظم القذالي (بالإنجليزية: Occipital bone) هو أحد العظام الجلدية للقحف العظام وهو العظم الرئيسي للقذال (الجزء الخلفي والسفلي من الجمجمة). يأخذ العظم القذالي شكل شبه منحرف منحني على نفسه مثل طبق ضحل. يعلو العظم القذالي الفصوص القذالية للدماغ. في قاعدة الجمجمة في العظم القذالي توجد فتحة بيضاوية كبيرة تسمى الثقبة العظمى والتي تسمح بمرور الحبل الشوكي.
مثل عظام الجمجمة الأخرى يصنف العظم القذالي على أنه عظم مسطح. نظرًا لارتباطاته وميزاته العديدة يتم وصف العظم القذالي تبعا لأجزائه المختلفة. من الأمام إلى الخلف يوجد الجزء القاعدي ويسمى أيضًا القذال القاعدي، في حين أن الأجزاء الجانبية لعظم القذال تقع على جانبي الثقبة العظمى وهي تسمى أيضًا الأجزاء الخارجية، وأما الجزء الخلفي لعظم القذال فيسمى بالجزء الصدفي لعظم القذال. إن الجزء القاعدي عبارة عن قطعة رباعية سميكة إلى حد ما متوضعة أمام الثقبة العظمى ويتجه باتجاه البلعوم. إن الجزء الصدفي لعظم القذال هو اللوح المنحني الممتد خلف الثقبة العظمى وهو أكبر جزء من العظم القذالي.
نظرًا لاشتقاق العظم القذالي جنينياً من الأديم المتوسط المجاور للمحور (على عكس القمة العصبية التي تُشتق منها العديد من العظام القحفية الأخرى) فقد تم افتراض أن «العظم القذالي ككل يمكن اعتباره فقرة عملاقة متضخمة لدعم الدماغ.»[بحاجة لرقم الصفحة]

## بنية العظم القذالي
يحتوي العظم القذالي مثل عظام الجمجمة السبعة الأخرى على طبقات خارجية وداخلية (تسمى أيضًا صفائح أو لويحات) من أنسجة العظام القشرية والتي يوجد بينها نسيج عظم إسفنجي معروف في عظام الجمجمة باسم العظم خلال اللوحتين. يكون العظم سميكًا بشكل خاص عند التلال والنتوءات واللقمات والجزء الأمامي من الجزء القاعدي للعظم القذالي؛ في الحفرة المخيخية السفلية يكون العظم القذالي رقيقاً وشبه شفاف وبدون لويحة مضاعفة.

### السطح الخارجي للعظم القذالي

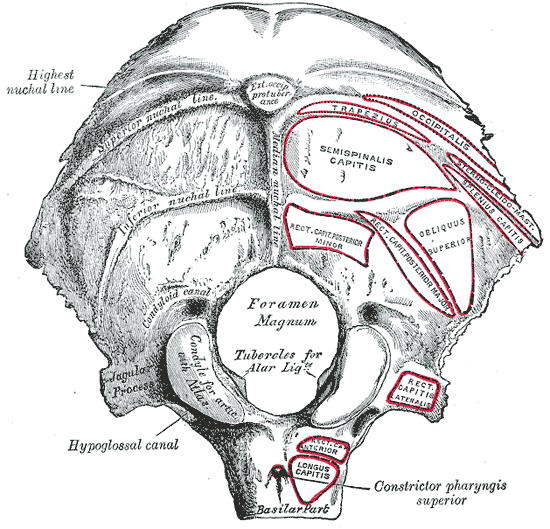
السطح الخارجي للعظم القذالي

بالقرب من منتصف السطح الخارجي للجزء الصدفي من العظم القذالي (وهو الجزء الأكبر من العظم القذالي) يوجد هناك بروز - النتوء القذالي الخارجي. إن النقطة الأعلى من هذا النتوء القذالي الخارجي تسمى النا شزة القذالية الخارجية.
من الداخل على طول خط الوسط للجزء الصدفي من عظم القذال حتى الثقبة العظمى نجد مجرى لسلسلة من التلال - العرف القذالي الخارجي (ويسمى أيضًا الخط القفوي الإنسي) وهذا العرف هو مكان ارتكاز بالرباط القفوي.

يمر عبر الجزء الخارجي من العظم القذالي ثلاثة خطوط منحنية وخط واحد (الخط الإنسي) يمتد إلى الثقبة العظمى. تُعرف هذه بالخطوط القفوية التي ترتكز عليها الأربطة والعضلات المختلفة. وهذه الخطوط القفوية الثلاث تسمى حسب توضعها بالخط القفوي الأعلى والخط القفوي العلوي والخط القفوي السفلي. يمتد الخط القفوي السفلي عبر نقطة منتصف الخط القفوي المتوسط. تسمى المنطقة الواقعة فوق الخط القفوي الأعلى بالمستوى القذالي (بالإنجليزية: occipital plane) وتسمى المنطقة الواقعة أسفل هذا الخط بالمستوى القفوي (بالإنجليزية: occipital plane).

### السطح الداخلي للعظم القذالي

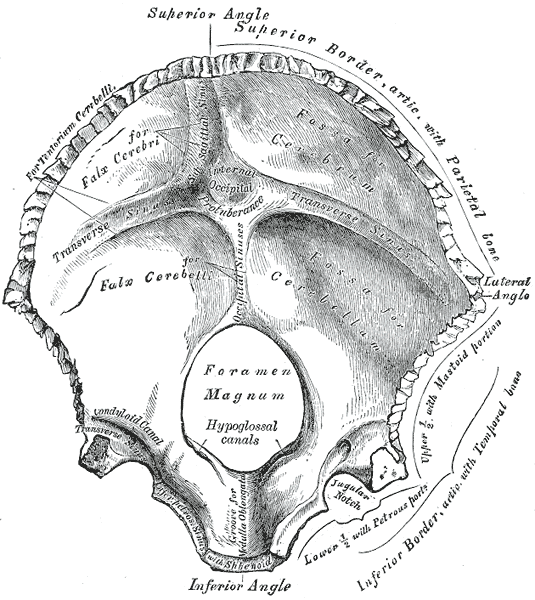
السطح الداخلي للعظم القذالي

يشكل السطح الداخلي للعظم القذالي قاعدة الحفرة القحفية الخلفية.إن الثقبة العظمى عبارة عن ثقب كبير يقع في المنتصف مع وجود المحدر أمامها وبالتالي فإن المحدر هو عبارة عن الجزء الأملس من العظم القذالي المتجه صعودًا أمام الثقبة العظمى. يمتد العرف القذالي الداخلي خلف الثقبة العظمى وصولا إلى النتوء القذالي الداخلي ويعمل هذا العرف كنقطة إرتكاز لمنجل المخ.
على جانبي الثقبة العظمى في النقطة المتوضعة عند التقاء الجزء الجانبي من عظم القذال مع الجزء القاعدي من عظم القذال توجد القنوات تحت اللسان. أبعد من ذلك عند نقطة الالتقاء بين العظم القذالي والجزء الصخري من العظم الصدغي تقع الثقبة الوداجية.
يتم تمييز السطح الداخلي للعظم القذالي بخطوط فاصلة مرتفعة على شكل تلال ضحلة والتي تشكل أربعة حفر أو منخفضات. ويطلق على هذه الخطوط اسم البارزة المتصالبة (الصليبية الشكل).
عند نقطة المنتصف حيث تتقاطع الخطوط يتم تشكيل جزء مرتفع يسمى النتوء القذالي الداخلي. من كل جانب من هذه البارزة يمتد أخدود مخصص من أجل الجيوب الوريدية المستعرضة.
هناك اثنان من المعالم البارزة للجمجمة على خط المتوسط عند الثقبة العظمى. المعلم الأول هو النقطة القاعدية (بالإنجليزية: basion) وهي النقطة الأكثر أمامية للثقبة العظمى والمعلم الثاني هو النقطة المقابلة (بالإنجليزية: opisthion) وهي النقطة المعاكسة الأكثر خلفية للنقطة القاعدية للثقبة العظمى.إن النقطة القاعدية تصطف مع سن الفقرة الرقبية الثانية المسماة بالمحور.

### الثقبة العظمى
إن الثقبة العظمى ((باللاتينية: large hole)) هي عبارة عن ثقبة بيضاوية كبيرة وقطرها الأطول هو القطر الأمامي الخلفي؛ إن الثقبة العظمى تكون أوسع في الخلف بسبب وجود اللقمين القذاليتين. ينتقل المحدر وهو قسم عظمي أملس يتجه نحو الأمام والأعلى من السطح الأمامي للثقبة العظمى في حين يمتد العرف القذالي الداخلي خلف الثقبة العظمى.
يمر من خلال الثقبة العظمى البصلة السيسيائية وأغشيته والعصبين القحفيين الإضافيين والشرايين الفقرية والشرايين النخاعية الخلفية والشرايين النخاعية الأمامية والغشاء السقفي والأربطة العلوية.
إن الأربطة العلوية (المسماة أيضا برباط الفحص السني) جوانب السن (على الفقرة الرقبية الثانية أو المعروفة باسم فقرة المحور) بالحديبات الموجودة على الجانب الإنسي من اللقمة القذالية. إن هذه الأربطة العلوية تحد من دوران الجمجمة وبالتالي يطلق عليها اسم أربطة الفحص السنية.

### زوايا العظم القذالي
تتمفصل الزاوية العلوية للعظم القذالي مع الزوايا القذالية للعظمين الجداريين، وفي جمجمة الجنين تتوافق الزاوية العلوية للعظم القذالي في الموضع مع اليافوخ الخلفي.
تقع الزوايا الجانبية للعظم القذالي في أطراف الأخدود الخاص بالجيوب المستعرضة: يتم استقبال كل منها في المسافة الفاصلة بين الزاوية الخشائية للعظم الجداري والجزء الخشائي من العظم الصدغي.
تلتحم الزاوية السفلية للعظم القذالي بجسم العظم الوتدي.

### حدود العظم القذالي
تمتد الحدود العلوية للعظم القذالي من الزوايا العلوية إلى الزوايا الجانبية: إن هذه الحدود مسننة بعمق للتمفصل مع الحدود القذالية للعظمين الجداريين وتشكل من خلال هذا الاتحاد الدرز اللامي (بالإنجليزية: lambdoidal suture).
تمتد الحدود السفلية للعظم القذالي من الزوايا الوحشية إلى الزاوية السفلية؛ يتمفصل النصف العلوي لكل من الحدود السفلية مع الجزء الخشائي من العظم الصدغي الموافق، ويتمفصل النصف السفلي لكل من الحدود السفلية مع الجزء الصخري من العظم الصدعي.
يتم فصل هذين الجزأين من الحد السفلي عن بعضهما البعض عن طريق الناتئ الوداجي حيث يشكل الشق الموجود على السطح الأمامي الجزء الخلفي من الثقبة الوداجية.

### الدروز

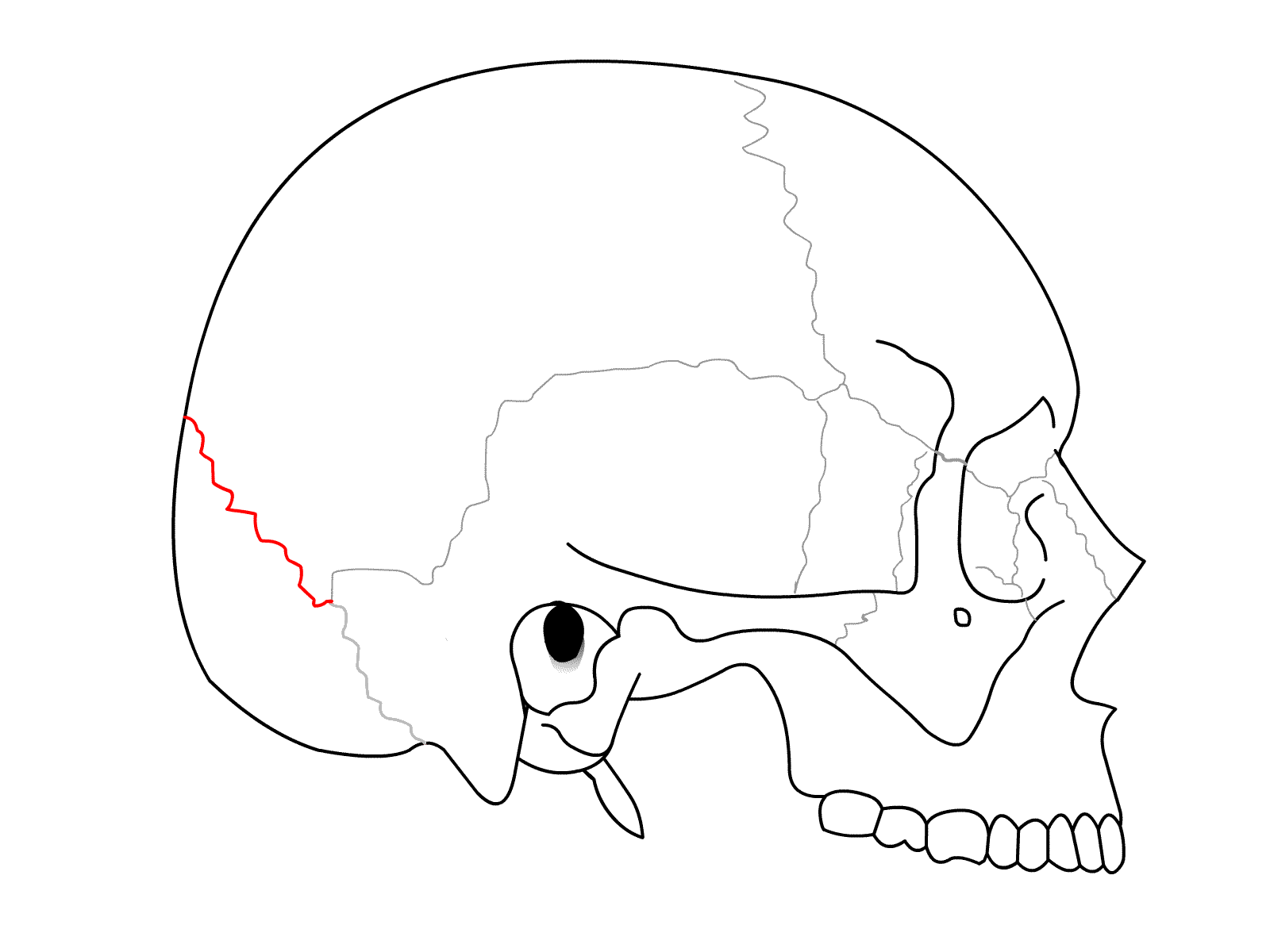
الدرز اللامي
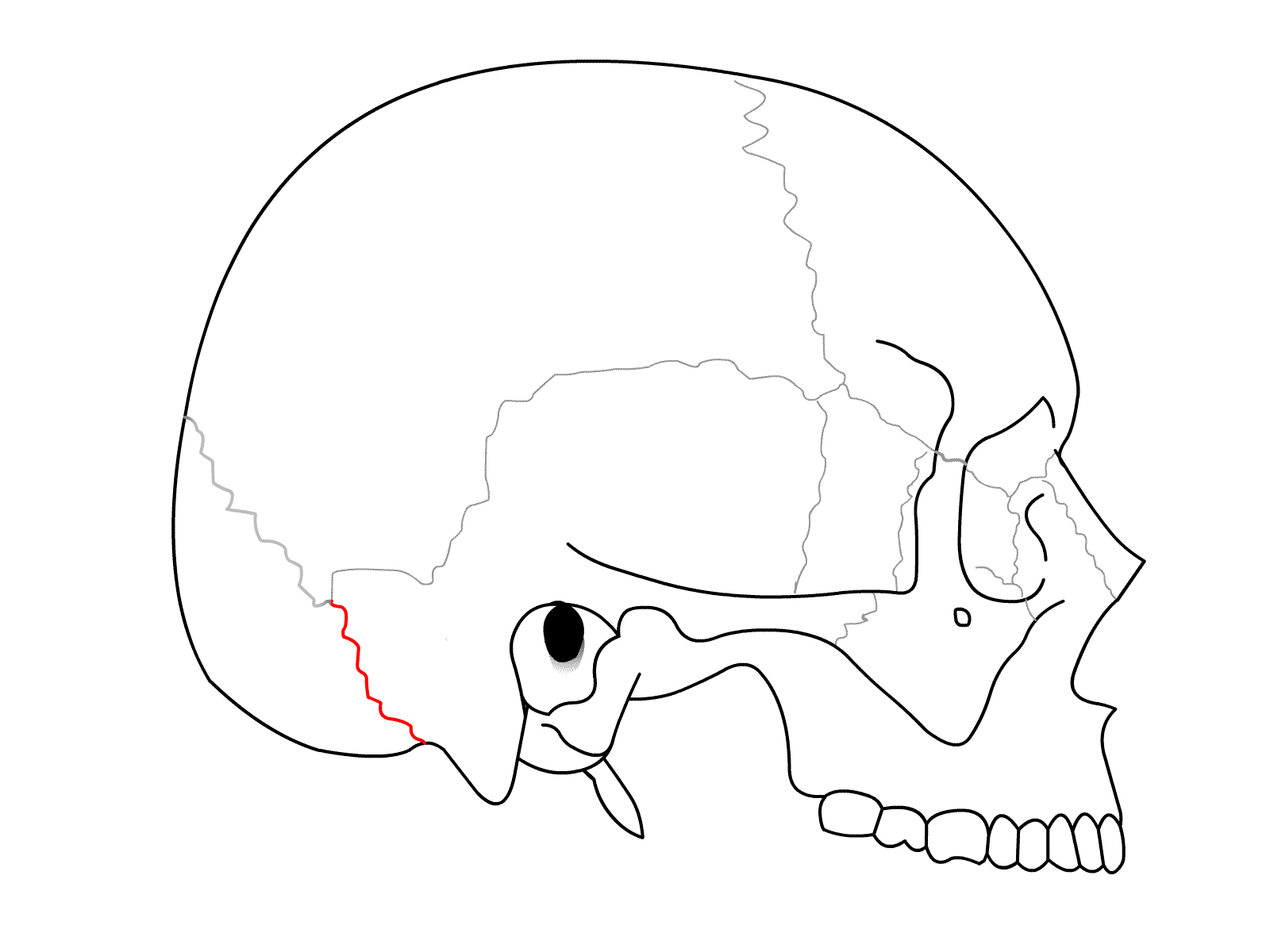
الدرز القذالي الخشائي

يربط الدرز اللامي العظم القذالي مع العظمين الجداريين.

يربط الدرز القذالي الخشائي العظم القذالي مع الجزء الخشائي من العظم الصدغي.
يربط الدرز الوتدي القاعدي الجزء القاعدي من العظم القذالي مع الجزء الخلفي من جسم العظم الوتدي.
يربط الدرز القاعدي الصخري الحافة الجانبية للجزء القاعدي من العظم القذالي مع الجزء الصخري من العظم الصدغي.

## تطور العظم القذالي

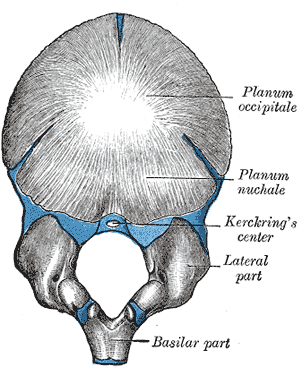
العظم القذالي عند الولادة.

إن المستوى القذالي من الجزء الصدفي للعظم القذالي يتطور من الغشاء الحيوي ويمكن أن يبقى منفصلاً طوال الحياة حيث يشكل في هذه الحالة العظم بين الجداري (بالإنجليزية: interparietal bone)؛ إن باقي نسيج العظم القذالي يتطور من المادة الغضروفة.
إن عدد نويات المستوى القذالي هي عادةً أربعة أنوية حيث يظهر اثنان من هذه الأنوية بالقرب من الخط المتوسط في الشهر الثاني تقريبًا في حين أن النويتان الأخريتان تظهران على مسافة قصيرة من الخط المتوسط حوالي الشهر الثالث من حياة الجنين.
إن المستوى القفوي للجزء الصدفي يتعظم اعتبارا من مركزين يظهران في الأسبوع السابع من حياة الجنين وسرعان ما يتحدان لتشكيل منطقة تعظم واحدة.
يحدث اتحاد الجزأين العلوي والسفلي من الجزء الصدفي للعظم القذالي في الشهر الثالث من حياة الجنين.
هناك مركز تعظم يظهر بشكل عرضي أحيانا (الذي يسمى مركز تعظم كريشرينغ) في الحافة الخلفية للثقبة العظمى خلال الشهر الخامس؛ إن هذا المركز يشكل عظم منفصل (في بعض الأحيان عظم مزدوج) والذي يتحد مع بقية الجزء الصدفي للعظم القذالي قبل الولادة.
يبدأ كل جزء من الأجزاء الجانبية للعظم القذالي في التعظم من مركز واحد خلال الأسبوع الثامن من حياة الجنين. إن الجزء القاعدي يتعظم انطلاقا من مركزين أحدهما يقع أمام الآخرحيث يظهر هذان المركزان في الأسبوع السادس من عمر الجنين ويتحدان بسرعة.
يقال إن المستوى القذالي يتعظم إنطلاقا من مركزين والجزء القاعدي يتعظم إنطلاقا من مركز واحد.
في حوالي السنة الرابعة يتحد الجزء الصدفي للعظم القذالي مع الجزأين الجانبيين للعظم القذالي وبحلول السنة السادسة تقريبًا يتكون العظم من قطعة واحدة. بين العام الثامن عشر والعام الخامس والعشرين من العمر يتحد العظم القذالي مع العظم الوتدي ويشكلان عظمًا واحدًا.

## الأهمية السريرية
يمكن أن تسبب الصدمة التي تصيب مؤخرة الجمجمة كسرًا في قاعدة الجمجمة يسمى كسر قاع الجمجمة. إن الخط السني - النقطة القاعدي كما يظهر في الصورة الشعاعية هو المسافة بين النقطة القاعدية وأعلى سن محور الفقرة الرقبية الثانية، ويستخدم هذا الخط في تشخيص إصابات الافتراق.
يمكن أن تسبب الاضطرابات الجينية تشكلا بارزًا للعظم القذالي كما هو مشاهد في متلازمة إدواردز ومتلازمة بكوث ودمان.
إن تحديد موقع قذال الجنين مهم في الولادة.

## علم أصول الكلمات
العظم القذالي: من القذال وتعني «مؤخرة الجمجمة» (بالإنجليزية: occiput) المؤلفة من مقطعين هما "ob" وتعني «خلف» + "caput" وتعني «الرأس». بالتالي يمكن تمييزها عن الجبهة (بالإنجليزية: sinciput) وتعني «مقدمة الجمجمة» (الجزء الأمامي من الجمجمة).

## حيوانات أخرى
في كثير من الحيوانات تبقى هذه الأجزاء منفصلة طوال الحياة، على سبيل المثال في الكلب نجد أربعة أجزاء هي:
الجزء الصدفي (القذال الأعلى)
الجزئين الجانبيين (القذالين الجانبيين الأيمن والأيسر)
الجزء القاعدي (القذال القاعدي).
إن العظم القذالي هو جزء من القحف الداخلي وهو الجزء الأكثر قاعدية من الجمجمة. في الأسماك الغضروفية واللا فكيات لا يتشكل العظم القذالي كعنصر منفصل ولكنه يظل جزءًا من القحف الغضروفي طوال الحياة. في معظم الفقاريات العليا يحيط بالثقبة العظمى حلقة من أربعة عظام.
يقع القذال القاعدي أمام الثقبة العظمى وتقع اللقيمتان القذاليتان الخارجيتان على كلا جانبي الثقبة العظمى ويقع جزء القذال الأعلى الأكبر حجما إلى الخلف ويشكل على الأقل جزءًا من مؤخرة القحف. في العديد من الأسماك العظمية والبرمائيات فإن جزء القذال الأعلى لا يتعظم أبدا ويبقى غضروفيا في جميع مراحل الحياة. في الأشكال البدائية يشبه القذال القاعدي والقذالين الجانبيين الأيمن والأيسر إلى حد ما وسط الفقرة (بالإنجليزية: centrum of a vertebra) والأقواس العصبية للفقرة (بالإنجليزية: neural arches of a vertebra) على التوالي، وتتشكل بطريقة مماثلة في الجنين. تشكل هذه العظام الأخيرة معًا لقمة دائرية واحدة مقعرة متخصصة من أجل التمفصل مع الفقرة الأولى.
أما في الثدييات فقد انقسمت اللقمة إلى قسمين وهو نمط لا يُرى إلا في عدد قليل من البرمائيات.
تحتوي معظم الثدييات أيضًا على عظم قذالي مفرد ملتحم يتكون من أربعة عناصر منفصلة حول الثقبة العظمى جنبًا إلى جنب مع العظم المزدوج ما بعد الجداري واللذين يشكلان الجزء الخلفي من سقف الجمجمة في الفقاريات الأخرى.

## الأصل اللغوي
|  | العظم القذالي (بالإنجليزية: Occipital bone) هو عظم غشائي شكله يشبه صحن الفنجان يشغل الجزء الخلفي والسفلي من الجمجمة، له شكل شبه منحرف منحني على نفسه. يحتوي العظم القذالي على ثقبة دائرية الشكل تدعى الثقبة العظمى والتي تصل جوف القحف مع النفق الفقري. |

يقول ابن فارس في مقاييس اللغة:
|  | القَذالُ: جِماع مؤخر الرأس، وهو مَعْقِدُ العِذارِ من الفرس خلف الناصية. ويقال: القَذالانِ: ما اكتنف فأسَ القَفا عن يمينٍ وشمالٍ، ويجمع على أقْذِلَةٍ وقُذُلٍ. وقَذَلْتُهُ ضربتُ قَذالَهُ. ويقال: القَذَلُ: المَيْل والجوْرُ. |

يقول ابن منظور في لسان العرب:
|  | القَذَال: جِماع مُؤَخَّر الرأْس من الإِنسان والفرسِ فوق فَأْس القَفا، والجمع أَقْذِلة وقُذُل. ابن الأَعرابي: والقَذال ما دون القَمَحْدُوَة إِلى قِصاص الشعر؛ الأَزهري: القَمَحْدُوة ما أَشرف على القَفا من عظم الرأْس والهامة فوقها، والقَذال دونها مما يلي المَقَذَّ. |

## صور إضافية

موضع العظم القذالي (كما هو موضح باللون الأخضر). حيوية.
السطح الخارجي للعظم القذالي.
السطح الداخلي. تمت إزالة العظم الجبهي والعظام الجدارية.
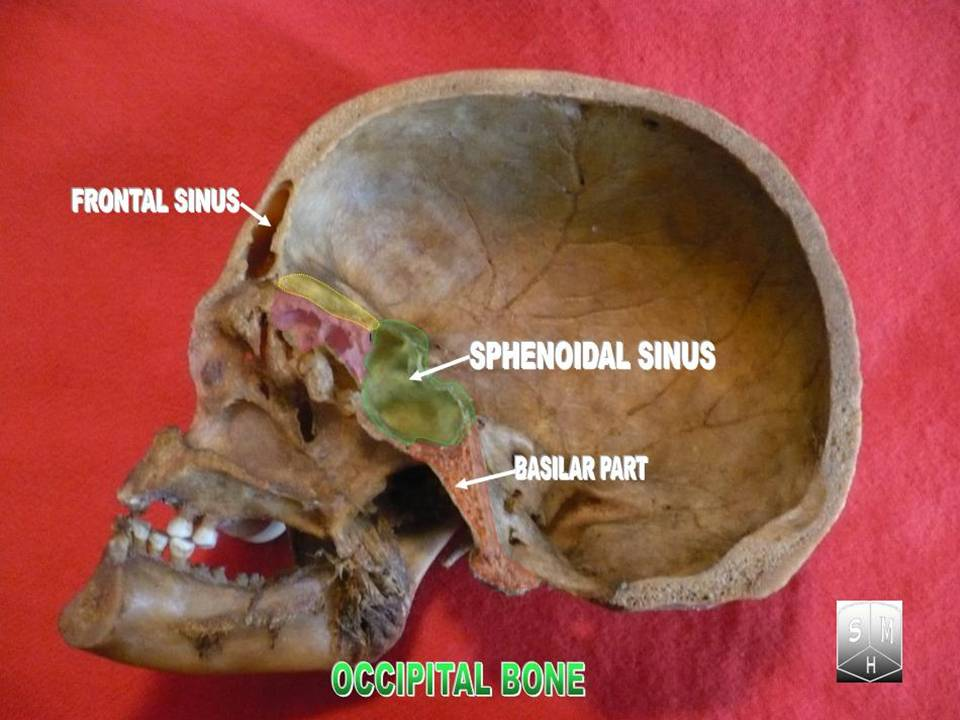
العظم القذالي
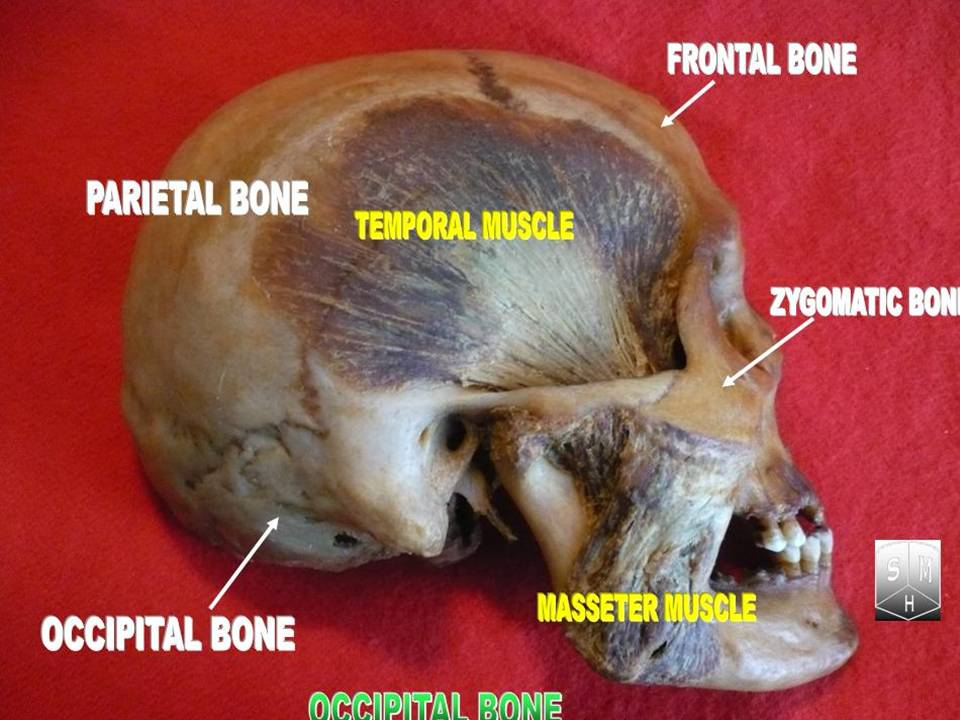
العظم القذالي
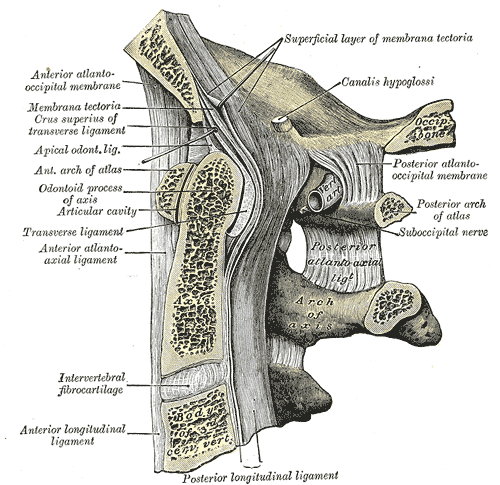
القسم السهمي المتوسط المار من خلال العظم القذالي وأول ثلاث فقرات رقببية.
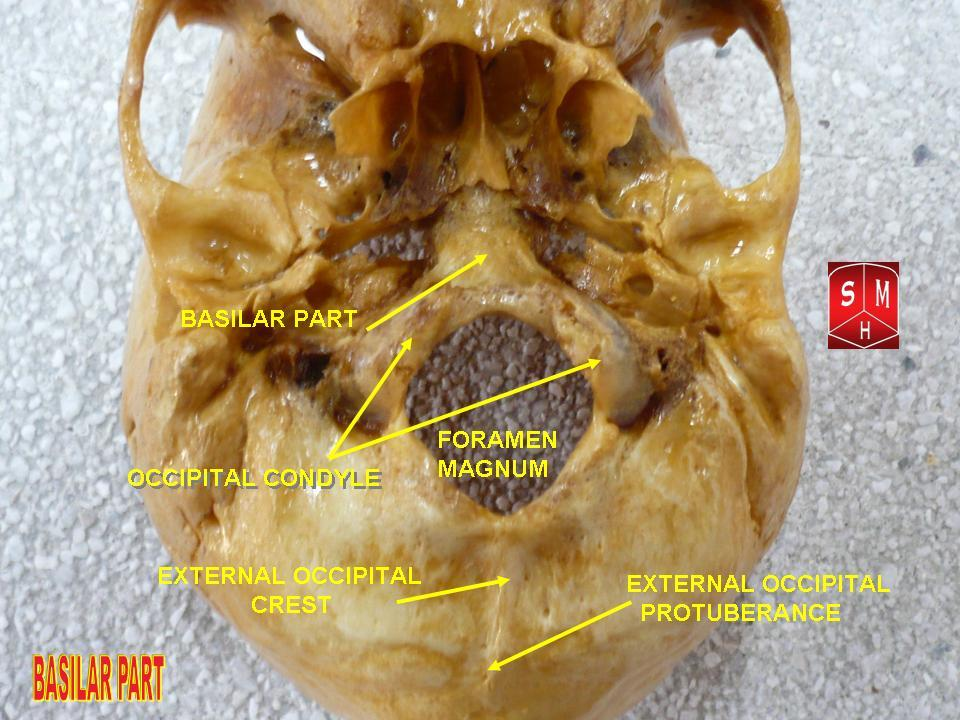
جزء القذال القاعدي.
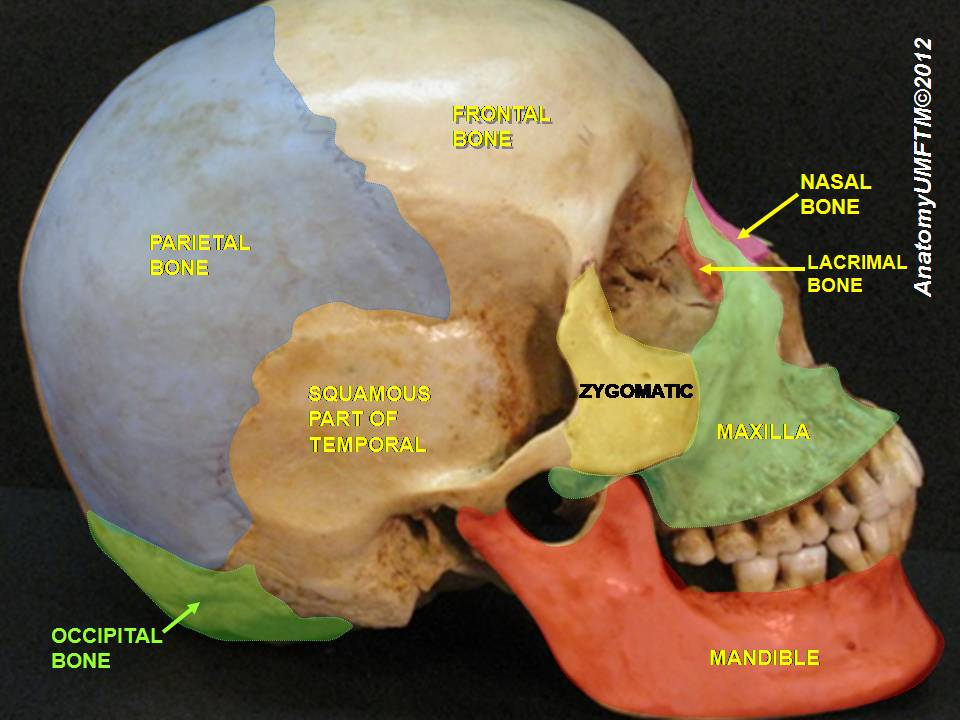
العظم القذالي

### الكتب
هذه المقالة تعتمد على مواد ومعلومات ذات ملكية عامة، من الصفحة رقم 129  الطبعة العشرين لكتاب تشريح جرايز لعام 1918.

- ستاندرينج سوزان؛ نيل ر.بورلي، المحررون (2008). تشريح جراي: الأساس التشريحي للممارسة السريرية (ط. 40th). لندن: تشرشل ليفينجستون. ISBN:978-0-8089-2371-8.

### الاقتباسات
1. ↑  نموذج تأسيسي في التشريح، QID:Q1406710
2. ↑  نموذج تأسيسي في التشريح، QID:Q1406710
3. ↑  Nie، Xuguang (2005). "Cranial base in craniofacial development: Developmental features, influence on facial growth, anomaly, and molecular basis". Acta Ondontologica Scandinavica. ج. 63: 127–135. مؤرشف من الأصل في 2021-02-25 – عبر Taylor & Francis Online.
4. 1 2  Gray's Anatomy 2008.
5. ↑  Hacking، Craig. "Basion-dens interval | Radiology Reference Article | Radiopaedia.org". radiopaedia.org. مؤرشف من الأصل في 2020-09-26. اطلع عليه بتاريخ 2016-12-05.
6. ↑  "occipital" A Dictionary of Zoology. Ed. Michael Allaby. دار نشر جامعة أكسفورد 2009
7. 1 2  Romer, Alfred Sherwood؛ Parsons, Thomas S. (1977). The Vertebrate Body. Philadelphia, PA: Holt-Saunders International. ص. 221–244. ISBN:0-03-910284-X.
8. ↑  المعجم الطبي الموحد